# Стенструпін
Стенструпін (рос. стенструпин; англ. steenstrupine; нім. Steenstrupin n) — мінерал, силікат-фосфат рідкісних земель, натрію, манґану і заліза острівної будови. За прізв. данського геолога К. Й. В. Стенструпа (K.J.V.Steenstrup), J.Lorenzen, 1881.

## Опис
Хімічна формула:
- 1. За Є. К. Лазаренком: Na2Ce(Mg, Fe)H2[(Si, P)O4]3.
- 2. За К.Фреєм: (Сe, La, Na, Mn)6(Si, P)6O18(OH).
- 3. За «Fleischer's Glossary» (2004): Na14Ce6Mn2Fe2(Zr, Th) [Si6O18]2[PO4]7•3H2O.

Склад (у % з р-ну Ловозера, Кольський п-ів): Na2O — 6,51; Ce2O3+La2O3 + Y2O3 — 23,34; MgO — 9,97; Fe2O3 — 3,68; P2O5 — 5,32; SiO2 — 32,26; H2O — 3,56. Домішки: ThO2; CaO; K2O; TiO2; Nb2O5.
Сингонія гексагональна. Густина 3,1-3,6. Тв. 4,0-5,5. Колір темно-бурий, майже чорний. Риса бура. Блиск смоляний, тьмяний. Злом раковистий. Метаміктний. Знайдений у содалітових сієнітах Хібінського масиву (РФ), лужних породах Ґренландії (Ілімаусак, Кангердлуарсук). Рідкісний.

## Різновиди
Розрізняють:
- стенструпін бериліїстий (різновид, який містить до 1,22 BeO),
- стенструпін манґанистий (різновид, який містить до 18 % MnO),
- стенструпін торіїстий (різновид стенструпіну з метасоматичних утворень Сибіру із значним вмістом ThO2).